# Ryan Merriman
Ryan Merriman, född 10 april 1983 i Choctaw i Oklahoma, är en amerikansk skådespelare som bland annat medverkat i miniserien Taken och filmen Final Destination 3.

## Filmografi (urval)
- 1999 – Där havet slutar
- 2002 – Halloween: Resurrection
- 2002 – Taken (TV-serie)
- 2005 – The Ring 2
- 2005 – The Colt
- 2006 – Final Destination 3
- 2008 – Comanche Moon (TV-serie)
- 2013 – 42
- 2015 – A Sunday Horse